# IC 2151
IC 2151 — галактика типу SBbc (компактна витягнута галактика) у сузір'ї Заєць.
Цей об'єкт міститься в оригінальній редакції індексного каталогу.